# Rabensburg
Rabensburg är en ort och kommun i Österrike. Den ligger i distriktet Mistelbach i förbundslandet Niederösterreich, 60 km nordost om huvudstaden Wien. Kommunen gränsar i öster till Tjeckien.